# Campamento Neptune
El Campamento Neptune (en inglés: Camp Neptune) fue un campamento de investigación de verano de Estados Unidos en la Antártida. El campamento estaba ubicado a 1963 m s. n. m. en la cordillera Neptune, integrante de las montañas Pensacola. Permanece enterrado bajo la nieve.

## Historia
Fue establecido como un refugio excepcional en noviembre de 1963 a 615 m sobre el lado este del valle Roderick.
En la temporada de verano de 1965-1966 Estados Unidos llevó adelante un amplio proyecto de estudio de las montañas Pensacola, para lo cual estableció un campamento de investigación de verano junto al refugio el 26 de octubre el 1965. El programa de investigación incluyó la cartografía geológica, geofísica, geodesia, paleobotánica, paleosedimentología y entomología.
Desde el campamento se realizaron estudios en el macizo Dufek, la cordillera Forrestal, la cordillera Neptune, y la cordillera Patuxent. Los montes Spann y Ferrara también fueron visitados, junto con los nunataks ubicados más al sur. El equipo permaneció durante 83 días en la temporada 1965-1966 recibiendo soporte aéreo de la Armada de Estados Unidos, y de un destacamento de helicópteros de la aviación del Ejército de Estados Unidos.

## Estructuras
El campamento consistía en cuatro cuarteles tipo Jamesway, uno de 28 pies usado como galería; otro de 36 pies usado como dormitorio por el destacamento del Ejército, y dos de 24 pies usados como dormitorios por los científicos y personal de la Armada. El personal se componía de 18 científicos e ingenieros, un representante del Programa Antártico de los Estados Unidos, un aerógrafo naval, y 14 oficiales del destacamento del Ejército. Otros 8 militares de la Armada permanecieron durante 8 días realizando investigaciones aeromagnéticas a mediados de diciembre.